# Omorgus mollis
Omorgus mollis är en skalbaggsart som beskrevs av Gilbert John Arrow 1927. Omorgus mollis ingår i släktet Omorgus och familjen knotbaggar. Inga underarter finns listade i Catalogue of Life.